# Kutli
Das Kutli war ein Gewichts- und Getreidemaß in Mazedonien und gilt als türkisches Maß. Das Maß war örtlich begrenzt auf Küstendil und getreideabhängig.
- Weizen 1 Kutli = 24 bis 25 Oken (≈1,28 Kilogramm) oder 62 Pfund plus 23 Lot (Preußen 1 L = 16,667 Gramm) = 31383,961 Gramm[1]
- Hafer 1 Kutli = 17 bis 18 Oken oder 44 Pfund plus 25 Lot (Preußen 1 L = 16,667 Gramm) = 22417,115 Gramm[1]